# Medio Atrato
Medio Atrato es un municipio colombiano ubicado en el departamento de Chocó. La cabecera municipal es: Beté.

## Geografía
El municipio de Medio Atrato se encuentra ubicado a orillas del río Atrato, a una distancia de 45 minutos en lancha rápida desde Quibdó, capital del departamento. Tiene una extensión total de 562 km².

### Límites
- Norte: Municipio de Quibdó (Chocó) y municipios de Vigía del Fuerte y Urrao (Antioquia).
- Sur: Municipio de Quibdó.
- Occidente: Municipio de Quibdó.
- Oriente: Municipio de Quibdó.

## División Político-Administrativa
Además de su Cabecera municipal: Beté. Medio Atrato tiene bajo su jurisdicción los siguientes Centros poblados:
- Agua Clara
- Baudó Grande
- Boca de Amé
- Boca de Bebará
- Campoalegre
- El Llano de Bebamará
- El Llano de Bebará
- Medio Beté
- Puerto Salazar
- Pune
- San Antonio de Buey
- San José de Buey
- San Roque de Atrato
- Tangüí

### Resguardos indígenas
- Amé, Chique-Río Tangui, Río Bebará, Paina.

## Historia
El municipio de Medio Atrato fue fundado mediante Ordenanza n.º 008 del 23 de junio de 1999 Segregando de Quibdó
Este se crea por iniciativa de los señores: Iver de Jesús Salas Mosquera, José Parmenio Cuesta Blanbon, Yonney Pino Mosquera y la señora María de la Cruz Cuestas Santos, quienes realizaron un convocatoria a la colonia Beteseña para socializar la idea de crear al municipio, idea que se hizo extensiva a otros centros poblados del municipio de Quibdó como las Mercedes, Tanguí, Campo Alegre, San Roque, San Antonio de Buey, Bebaramá, Llano, Tagachí, y las veredas de Paina, Angostura, Baudó, Coredó, Baudicito, Puné, Medio Beté, Aurobuey, Salazar, Limón, Platina, Tumaco, Playón, San Frascisco de Tauchigadó, Agua Clara, la Villa, La Peña, Pueblo Viejo; comunidades indígenas comenzando así hacer asambleas, bajo asesoría del doctor Hector Abel Córdoba. Para escoger la cabecera municipal se votó, obtenido Beté 47 sufragios a su favor, frente a 7 de Tagachí, lo que originó que este centro poblado se retirara del proyecto de creación.
Pese a esto, no fue obstáculo dado que, aun saliéndose Tagachí y las Mercedes, el ente territorial quedaba con una población de 9000 habitantes, lo que le dio derecho a elegir 11 concejales, número superior a otros municipios con mayor tiempo e historia de creación y/o existencia; así volvió el ánimo de la gente y se reanudaron esas asambleas donde el señor Tarcio Eliseo Serna Córdoba, abarrotándose el lugar y cambiando el sitio de reunión por uno más amplio en la Universidad Tecnológica del Chocó (Gimnasio Anexo) previo a realizarlas en el local del señor Parmenio Cuesa en la Alameda Reyes; hasta llegar a realizarlas en el teatro de la Casa de la Cultura con un ánimo impresionante.
Así se expide la Ordenanza número 008 de 23 de junio de 1999 que le da vida jurídica al municipio del Medio Atrato.

## Economía
La actividad económica de Medio Atrato tiene posibilidades de desarrollo gracias a su cercanía con el municipio de Quibdó, capital del departamento, y a su abundante riqueza hídrica y sus potencialidades forestales, pesqueras y agrícolas. La región posee también una riqueza minera en metales como el oro y el platino. También es posible el desarrollo de la economía basada en el turismo recreativo, ecológico y cultural. 

## Festividades
- Fiestas de la Virgen de la Candelaria: Se celebran en la localidad de Beté, cabecera municipal, entre el 1 y el 5 de febrero.